# The Red Cathedral
The Red Cathedral és un joc d'estratègia en què cada jugador esdevé un equip de construcció. Tots plegats han de construir la catedral de Sant Basili de Moscou tal com ha ordenat el tsar Ivan el Terrible. Tanmateix, només un dels equips podrà guanyar-se el favor del tsar. És un joc alhora accessible pel que fa a les regles i interessant a nivell d'estratègia.
Es tracta d'una edició multilingüe que incorpora el català. El joc inclou: el taulell de joc, cartes de construcció, daus i fitxes de prestigi. The Red Cathedral va obtenir el premi al millor joc de taula familiar o adult editat en català l'any 2022 al 6è Festival del Joc del Pirineu celebrat a la Seu d'Urgell.